# Stomis
Stomis är ett släkte av skalbaggar som beskrevs av Joseph Philippe de Clairville 1806. Stomis ingår i familjen jordlöpare.
Släktet innehåller bara arten Stomis pumicatus.

## Bildgalleri

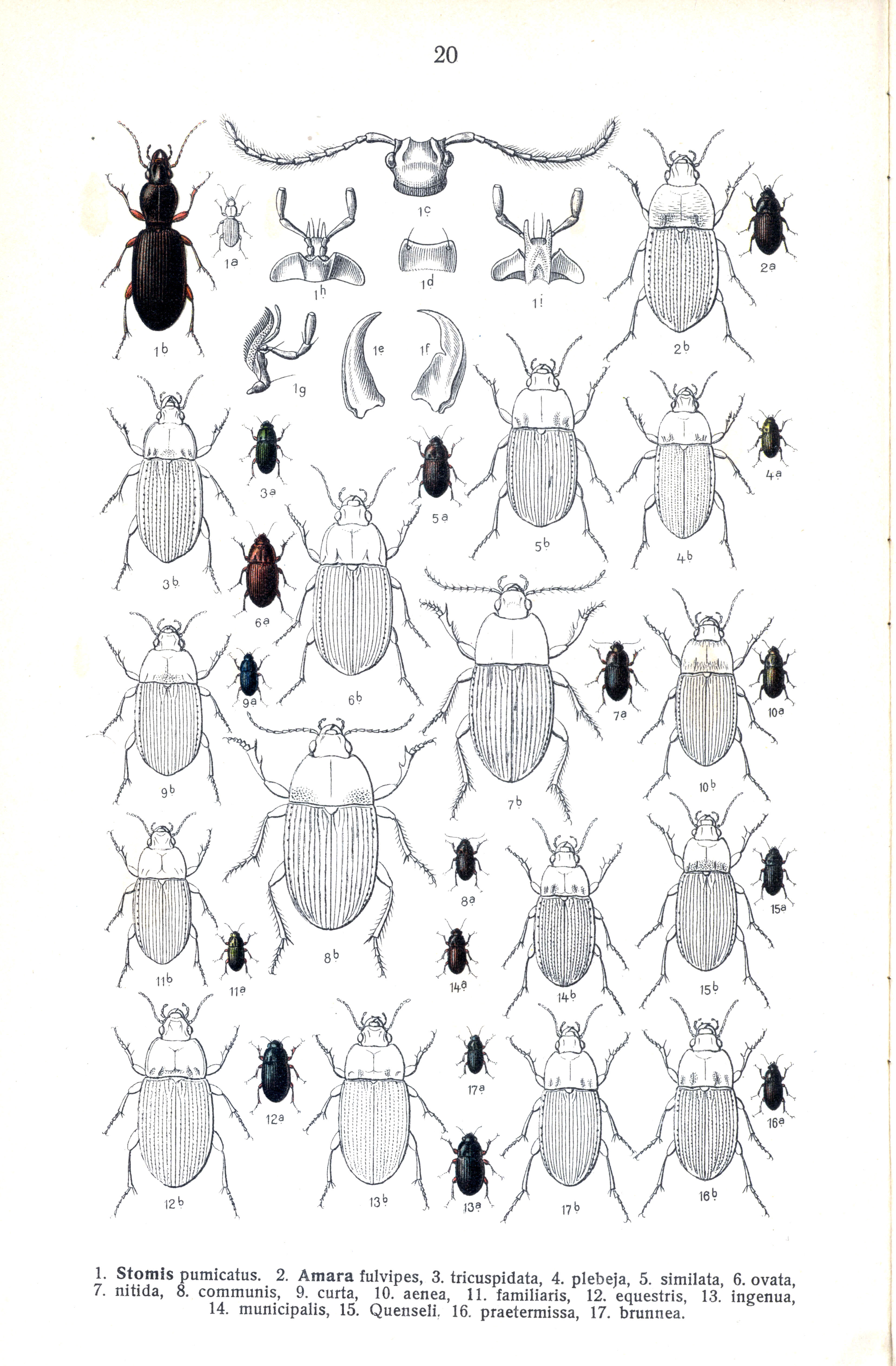
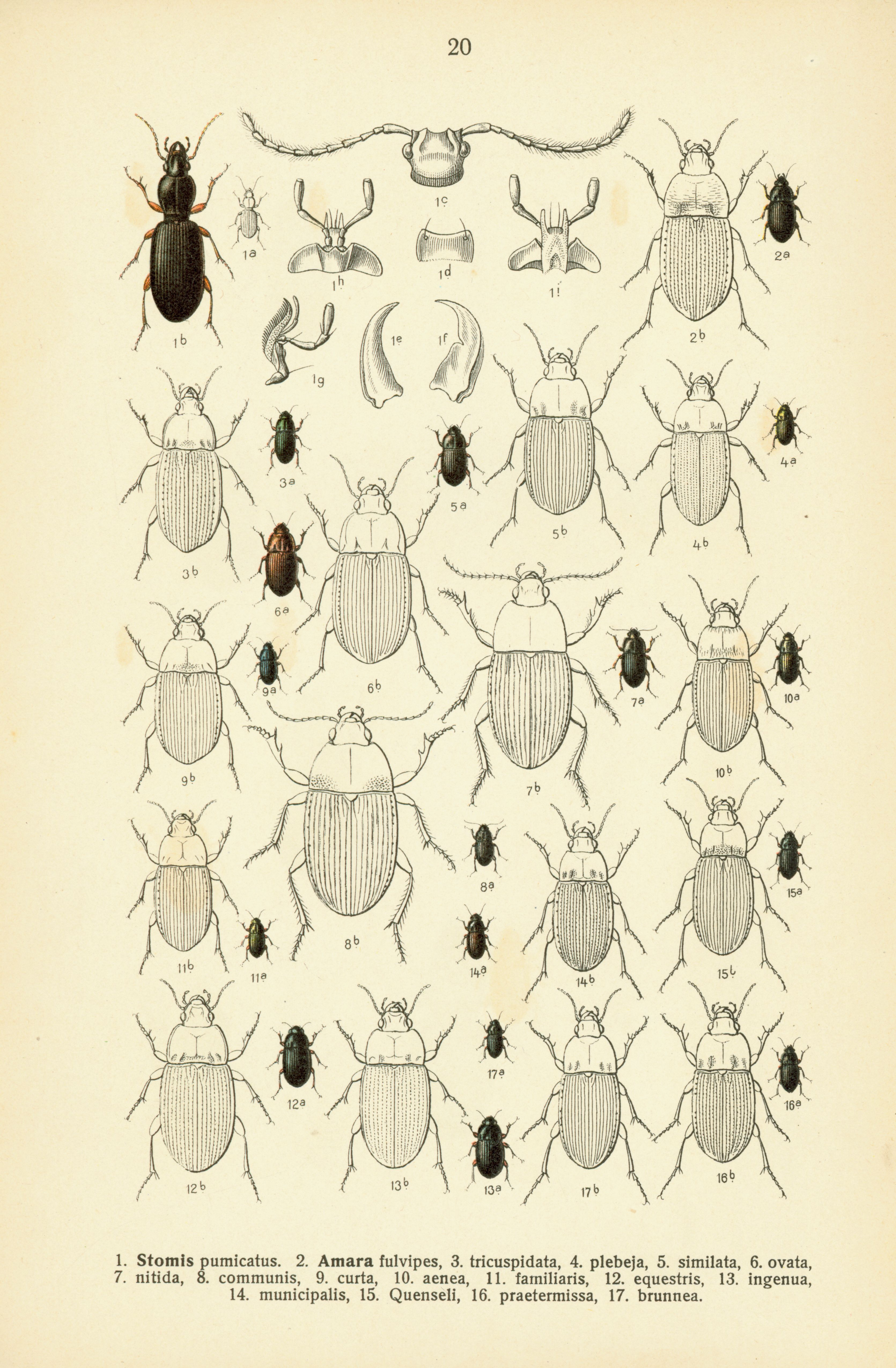
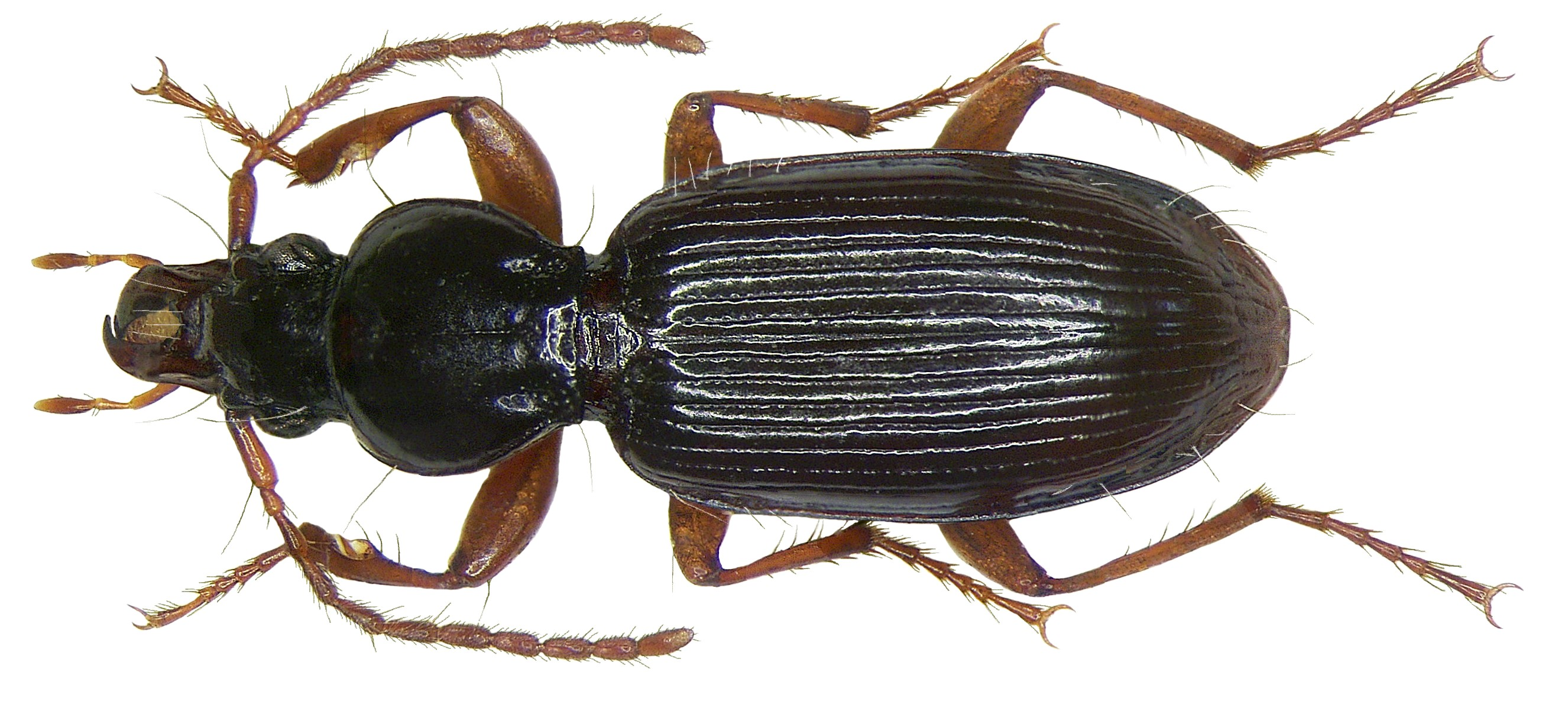
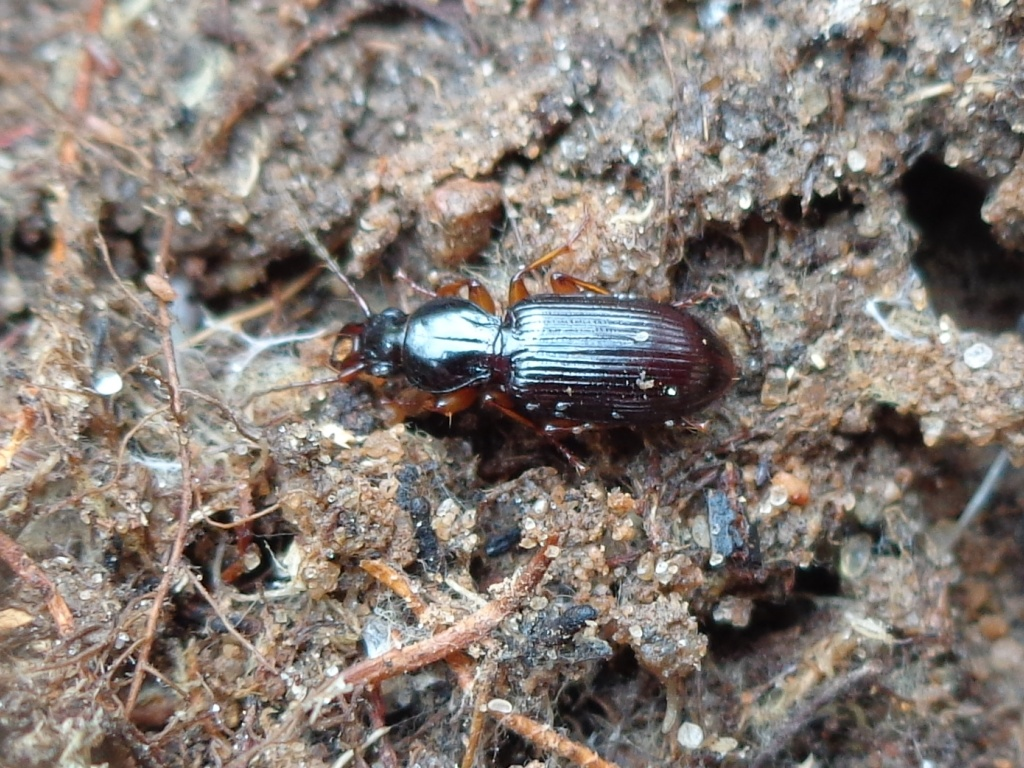